# كيوتاكا ميوشي
كيوتاكا ميوشي (باليابانية: 三吉 聖王) (مواليد 10 يوليو 1985)، هو لاعب كرة قدم ياباني سابق كان يلعب كمدافع.

## وصلات خارجية
- كيوتاكا ميوشي على موقع رابطة كرة القدم اليابانية للمحترفين (اليابانية)
- كيوتاكا ميوشي على موقع قاعدة بيانات كرة القدم.إي يو (الإنجليزية)
- كيوتاكا ميوشي على موقع Soccerway.com (الإنجليزية)
- كيوتاكا ميوشي على موقع عالم كرة القدم.نت (الإنجليزية)